# Cimetières parisiens
Les cimetières parisiens sont des cimetières administrés par la Ville de Paris, ce qui inclut à la fois les cimetières situés à l'intérieur des limites communales (intra muros), mais aussi plusieurs autres situés à l'extérieur, dans des communes de la petite couronne (extra muros).
Ils sont au nombre de 20, dont 14 intra muros et 6 extra muros.

## Cimetièresintra muros
| Cimetière                  | Arr. | Superficie (en ha) | Nombre de concessions ou de sépultures | Nombre de personnes qui y ont été inhumées | Nombre annuel d'inhumations | Nombre d'arbres | Ouverture         | Source |
| -------------------------- | ---- | ------------------ | -------------------------------------- | ------------------------------------------ | --------------------------- | --------------- | ----------------- | ------ |
| Cimetière de Montmartre    | 18e  | 10,48              | 20 000                                 |                                            | 500                         | 750             | 1er janvier 1825  | [*]    |
| Cimetière du Montparnasse  | 14e  | 18,72              | 35 000                                 | 300 000                                    | 1 000                       | 1 200           | 25 juillet 1824   | [*]    |
| Cimetière du Père-Lachaise | 20e  | 43,93              | 70 000                                 | 1 000 000                                  |                             | 5 300           | 21 mai 1804       | [*]    |
| Cimetière de Grenelle      | 15e  | 0,64               | 1 000                                  |                                            |                             | 60              | janvier 1835      | [*]    |
| Cimetière de Vaugirard     | 15e  | 1,59               | 3 000                                  |                                            |                             | 100             | 1787              | [*]    |
| Cimetière d'Auteuil        | 16e  | 0,72               | 1 200                                  |                                            |                             | 12              | 1793              | [*]    |
| Cimetière de Passy         | 16e  | 1,70               | 2 600                                  |                                            |                             | 100             | 20 septembre 1820 | [*]    |
| Cimetière des Batignolles  | 17e  | 10,42              | 15 000                                 |                                            |                             | 880             | 22 août 1833      | [*]    |
| Cimetière Saint-Vincent    | 18e  | 0,59               | 900                                    |                                            |                             |                 | 5 janvier 1831    | [*]    |
| Cimetière du Calvaire      | 18e  | 0,06               | 85                                     |                                            |                             |                 | 1688              | [*]    |
| Cimetière de Bercy         | 12e  | 0,61               | 1 120                                  |                                            |                             | 10              | 1816              | [*]    |
| Cimetière de la Villette   | 19e  | 1,13               | 2 500                                  |                                            |                             | 100             | 1828              | [*]    |
| Cimetière de Belleville    | 20e  | 1,65               | 3 210                                  |                                            |                             | 80              | 1808              | [*]    |
| Cimetière de Charonne      | 20e  | 0,42               |                                        |                                            |                             |                 |                   | [*]    |

## Cimetièresextra muros
Certains de ces cimetières extra muros ont été annexés en 1860, en même temps que les communes limitrophes du Paris de l'époque, même s'ils se situaient au-delà de ces territoires annexés.
Les autres ont été créés par la suite.
Les cimetières parisiens extra muros s'opposent aux cimetières communaux, qui sont quant à eux administrés par la commune sur laquelle ils sont installés. Chacune des communes ci-dessous dispose ainsi d'un cimetière communal.
| Cimetière                         | Commune                            | Dép. | Superficie (en ha) | Nombre de concessions ou de sépultures | Nombre de personnes qui y ont été inhumées | Nombre annuel d'inhumations | Nombre d'arbres | Ouverture              | Source |
| --------------------------------- | ---------------------------------- | ---- | ------------------ | -------------------------------------- | ------------------------------------------ | --------------------------- | --------------- | ---------------------- | ------ |
| Cimetière parisien de Bagneux     | Bagneux                            | 92   | 61,52              | 83 000                                 |                                            | 3 000                       | 5 430           | 15 novembre 1886       | [*]    |
| Cimetière parisien de Pantin      | Pantin Bobigny                     | 93   | 107,60             | 200 000                                | 1 000 000                                  | 5 000                       | 8 000           | 15 novembre 1886       | [*]    |
| Cimetière parisien de Saint-Ouen  | Saint-Ouen-sur-Seine               | 93   | 27,08              | 46 000                                 | 240 000                                    | 1 100                       | 1 850           | 1860 et 1872           | [*]    |
| Cimetière parisien de la Chapelle | Saint-Denis, La Plaine Saint-Denis | 93   | 2,10               | 3 300                                  | 16 000                                     | 80                          | 290             | 12 juin 1850           | [*]    |
| Cimetière parisien d'Ivry         | Ivry-sur-Seine                     | 94   | 28,39              | 48 000                                 | 240 000                                    | 1 000                       | 1 800           | 1861 (agrandi en 1874) | [*]    |
| Cimetière parisien de Thiais      | Thiais                             | 94   | 103,36             | 150 000                                |                                            |                             | 6 000           | 1er octobre 1929       | [*]    |

## Autres nécropoles à Paris
Paris compte d'autres nécropoles :
- les Catacombes, situées dans les carrières souterraines ;
- le Panthéon, qui accueille les restes des grands personnages ayant marqué l'histoire de la France ;
- l'hôtel des Invalides, qui accueille une nécropole militaire ;
- la colonne de Juillet, dont les fondations accueillent les restes des victimes des Trois Glorieuses, et le monument à Francis Garnier, dont le socle accueille les cendres de l'explorateur ;
- la tombe du Soldat inconnu, qui accueille le corps d'un soldat inconnu de la Première Guerre mondiale ;
- des cimetières qui n'existent plus : le cimetière des Innocents, le cimetière des Errancis, le cimetière Sainte-Marguerite, le cimetière de la Madeleine, le cimetière Saint-Jean (à l'emplacement de l'actuelle place Baudoyer et de son parc automobile souterrain, sur l'ancienne « Barre » est du Paris carolingiano-robertien), les cimetières mérovingiens ou/et gallo-romains Saint-Marcel, des Gobelins, et autres ; les tombes des soldats gaulois parisiis et romains de Camulogène et Labienus tombés au combat les uns contre les autres, vraisemblablement sous l'actuel Champ-de-Mars, avec tour Eiffel pour mausolée inconscient et Ecole militaire non loin ;
- des cimetières privés : le cimetière de Picpus, le cimetière des Juifs portugais ;
- les cimetières de communes limitrophes : le cimetière ancien et le cimetière Valmy administrés et gérés par la commune de Charenton-le-Pont, le cimetière Sud de Saint-Mandé administré et géré par la commune de Saint-Mandé, sur le territoire du 12e arrondissement[2], le cimetière de Gentilly, sur le territoire du 13e arrondissement et le cimetière de Montrouge, sur le territoire du 14e arrondissement.

Enfin, de nombreuses églises parisiennes abritent aussi des tombes. L'Institut Pasteur possède également une crypte accueillant le tombeau de son fondateur Louis Pasteur, et la Sorbonne une chapelle abritant la sépulture de Richelieu qui y avait été élève et proviseur, ainsi que des résistants étudiants et enseignants.